# Buès
Le Buès est un torrent ou un ravin, dans le département des Alpes-de-Haute-Provence, en région Provence-Alpes-Côte d'Azur, et un affluent droit de la Durance, donc un sous-affluent du Rhône. Il est connu pour le pont romain qui l'enjambe. Il n'est pas référencé au SANDRE 2017.

## Géographie
Il s'agit un torrent ou ravin de 6,8 km de long, de la rive droite de la Durance entre le ravin le Beuvon 6,9 km sur les deux communes de Peyruis et Ganagobie et le Lauzon 25,2 km sur huit communes avec cinq affluents. 
Il prend source dans la forêt domaniale du Prieuré sur la commune de Peyruis, à 748 m d'altitude. Il conflue en rive droite de la Durance sur la commune de Lurs près de limite sud de Ganagobie, à 369 m d'altitude.

### Communes et cantons traversés

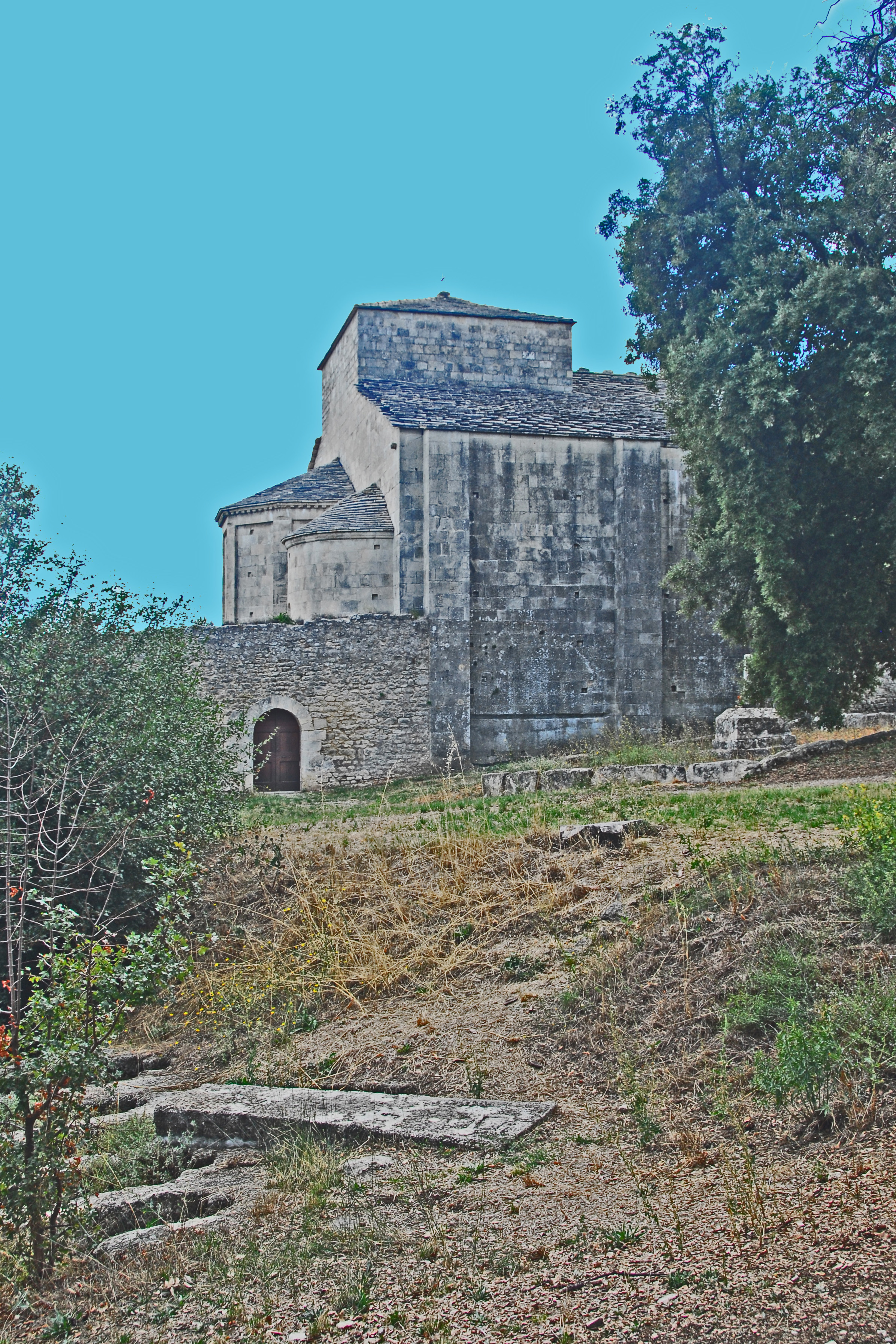
L'Abbaye Notre-Dame de Ganagobie.

Dans le seul département des Alpes-de-Haute-Provence, il traverse les quatre communes suivantes, de l'amont vers aval, de Peyruis (source), Sigonce, Ganagobie et Lurs (confluence).
Soit en termes de cantons, le Buès prend source dans le canton de Château-Arnoux-Saint-Auban, conflue le canton de Forcalquier, dans l'arrondissement de Forcalquier.

### Organisme gestionnaire
L'Organisme gestionnaire est le SMAVD ou Syndicat mixte d’aménagement de la vallée de la Durance, dont le périmètre d'intervention s'étend de Serre-Ponçon au Rhône, est la structure gestionnaire de la rivière. Il est concessionnaire du Domaine public fluvial (DPF) sur la Basse Durance mais intervient également sur le DPF de l'État sur la Moyenne Durance. Il œuvre essentiellement dans les domaines suivants : la gestion des crues, l’amélioration de la sécurité, le transport solide, la préservation et de la gestion du patrimoine naturel, la gestion des différents usages.

## Affluents
Le Buès a deux affluents selon Géoportail
- le ravin des Combes (rd) 2,4 km sur la seule commune de Sigonce.
- le ravin du Lavadon (rg) 2,3 km sur la seule commune de Ganagobie.

Donc son rang de Strahler est de deux.